# Carta Europeană a Limbilor Regionale sau Minoritare
     State membre care au semnat și au ratificat tratatul
     State membre care au semnat, dar nu au ratificat tratatul
     State membre care nu au semnat și nici nu au ratificat tratatul
     State care nu sunt membre ale Consiliului Europei

State membre care au semnat și au ratificat tratatul
State membre care au semnat, dar nu au ratificat tratatul
State membre care nu au semnat și nici nu au ratificat tratatul
State care nu sunt membre ale Consiliului Europei

Carta Europeană a Limbilor Regionale sau Minoritare este un tratat european adoptat în 1992 sub auspiciile Consiliului Europei pentru protejarea și promovarea limbilor istorice regionale și minoritare în Europa. Carta este primul tratat internațional care se ocupă în mod explicit cu diversitatea lingvistică și își propune protejarea acesteia.
Carta oferă principii orientative despre felul în care limbile minoritare sau regionale ar trebui protejate și promovate în mod cotidian. Statelor li se solicită să asigure învățământ, servicii media cum ar fi presa, radioul și televiziunea în aceste limbi, ca de altfel și servicii în administrația publică. Carta promovează utilizarea limbilor minoritare sau regionale sub toate aspectele vieții cotidiene, începând de la însemne stradale până la asigurări medicale și relațiile cu autoritățile publice.
Carta se referă la limbile care sunt diferite de limba/limbile vorbite de majoritatea populației. Limbile imigranților sau dialectele limbilor statelor nu sunt considerate ca fiind limbi regionale sau minoritare.
Până în prezent Carta a fost ratificată de către 33 de state, alte opt state fiind doar semnatare. Printre statele care au aderat la Cartă, fără să o pună însă în aplicare, se numără Franța, Italia și Rusia. Alte țări membre ale Consiliului Europei precum Grecia, țările baltice, Belgia și Portugalia au refuzat să semneze documentul. Unele state, cum ar fi Ucraina și Suedia, au asociat statutul de limbă minoritară minorităților naționale recunoscute, care sunt definite prin criterii etnice, culturale și/sau religioase, eludând astfel noțiunea de minoritate lingvistică a Cartei.

## Istoric
Apariția Cartei a fost pregătită de o serie de rezoluții adoptate de Parlamentul European care pun accentul pe valorizarea multilingvismului, în principal Rezoluția Arfé din 1981 și 1983. Aceste Rezoluții au afirmat sprijinul în special financiar al Parlamentului European pentru limbile regionale și minoritare din Comunitate. În acest context în care recunoașterea rolului important al limbilor minoritare și regionale în patrimoniul cultural european devine un aspect din ce în ce mai vizibil pe agenda instituțiilor europene, Adunarea Parlamentară a Consiliului Europei adoptă Opinia nr. 142 (1988), prin care sprijină ideea unei Carte dedicate limbilor minoritare. Elaborarea documentului începe în 1989, pentru a fi adoptată de Comitetul Miniștrilor trei ani mai târziu. Documentul este deschis semnăturilor la 5 noiembrie 1992, fiind semnat de 11 state. Intrarea în vigoare a Cartei este stabilită la cinci ani de la adoptare, astfel că în 1998 șapte state care ratificaseră deja Carta o pun în practică.

## Structura Cartei
Sfera de acțiune a Cartei este definită în Partea I. În Partea a II-a, este exprimat „spiritul Cartei”. Fundamentul constă în recunoașterea limbilor regionale sau minoritare ca expresie a bunăstării culturale. Prevederile incluse în Partea a II-a se aplică tuturor limbilor prezente în mod tradițional în respectivul stat. Statul indică în mod explicit limbile care trebuie incluse în Partea a III-a, parte ce conține prevederi mai detaliate. Pentru fiecare limbă, statul își ia angajamentul de a aplica cel puțin 35 din cele 68 de prevederi. Monitorizarea este o componentă esențială a procesului de implementare a Cartei. Monitorizarea și alte chestiuni relevante pentru aplicarea Cartei sunt definite în Partea a IV-a. Intrarea în vigoare a Cartei, precum și chestiunile privind semnarea și ratificarea Cartei sunt definite în Partea a V-a.

## Semnatari și ratificatori
| Membru CE             | Semnare           | Ratificare         | Intrare în vigoare |
| --------------------- | ----------------- | ------------------ | ------------------ |
| Albania               | No                | No                 | —                  |
| Andorra               | No                | No                 | —                  |
| Armenia               | 11 mai 2001       | 25 ianuarie 2002   | 1 mai 2002         |
| Austria               | 5 noiembrie 1992  | 28 iunie 2001      | 1 octombrie 2001   |
| Azerbaidjan           | 21 decembrie 2001 | No                 | —                  |
| Belgia                | No                | No                 | —                  |
| Bosnia și Herțegovina | 7 septembrie 2005 | 21 septembrie 2010 | 1 ianuarie 2011    |
| Bulgaria              | No                | No                 | —                  |
| Cehia                 | 9 noiembrie 2000  | 15 noiembrie 2006  | 1 martie 2007      |
| Cipru                 | 12 noiembrie 1992 | 26 august 2002     | 1 decembrie 2002   |
| Croația               | 5 noiembrie 1997  | 5 noiembrie 1997   | 1 martie 1998      |
| Danemarca             | 5 noiembrie 1992  | 8 septembrie 2000  | 1 ianuarie 2001    |
| Elveția               | 8 octombrie 1993  | 23 decembrie 1997  | 1 aprilie 1998     |
| Estonia               | No                | No                 | —                  |
| Finlanda              | 5 noiembrie 1992  | 9 noiembrie 1994   | 1 martie 1998      |
| Franța                | 7 mai 1999        | No                 | —                  |
| Georgia               | No                | No                 | —                  |
| Germania              | 5 noiembrie 1992  | 16 septembrie 1998 | 1 ianuarie 1999    |
| Grecia                | No                | No                 | —                  |
| Irlanda               | No                | No                 | —                  |
| Islanda               | 7 mai 1999        | No                 | —                  |
| Italia                | 27 iunie 2000     | No                 | —                  |
| Letonia               | No                | No                 | —                  |
| Liechtenstein         | 5 noiembrie 1992  | 18 noiembrie 1997  | 1 martie 1998      |
| Lituania              | No                | No                 | —                  |
| Luxemburg             | 5 noiembrie 1992  | 22 iunie 2005      | 1 octombrie 2005   |
| Macedonia             | 25 iulie 1996     | No                 | —                  |
| Malta                 | 5 noiembrie 1992  | No                 | —                  |
| Marea Britanie        | 2 martie 2000     | 27 martie 2001     | 1 iulie 2001       |
| Monaco                | No                | No                 | —                  |
| Muntenegru            | 22 martie 2005    | 15 februarie 2006  | 6 iunie 2006       |
| Norvegia              | 5 noiembrie 1992  | 10 noiembrie 1993  | 1 martie 1998      |
| Olanda                | 5 noiembrie 1992  | 2 mai 1996         | 1 martie 1998      |
| Polonia               | 12 mai 2003       | 12 februarie 2009  | 1 iunie 2009       |
| Portugalia            | 7 septembrie 2021 | No                 | —                  |
| Republica Moldova     | 11 iulie 2002     | No                 | —                  |
| România               | 17 iulie 1995     | 29 ianuarie 2008   | 1 mai 2008         |
| Rusia                 | 10 mai 2001       | No                 | —                  |
| San Marino            | No                | No                 | —                  |
| Serbia                | 22 martie 2005    | 15 februarie 2006  | 1 iunie 2006       |
| Slovacia              | 22 februarie 2001 | 5 septembrie 2001  | 1 ianuarie 2002    |
| Slovenia              | 3 iulie 1997      | 4 octombrie 2000   | 1 ianuarie 2001    |
| Spania                | 5 noiembrie 1992  | 9 aprilie 2001     | 1 august 2001      |
| Suedia                | 9 februarie 2000  | 9 februarie 2000   | 1 iunie 2000       |
| Turcia                | No                | No                 | —                  |
| Ucraina               | 2 mai 1996        | 19 septembrie 2005 | 1 ianuarie 2006    |
| Ungaria               | 5 noiembrie 1992  | 26 aprilie 1995    | 1 martie 1998      |
| Total                 | 33/47             | 25/47              |                    |

## Limbi protejate de Cartă
| Armenia - Asiriană - Greacă - Kurdă - Rusă Austria - Cehă - Croată - Maghiară - Romani - Slovacă - Slovenă Bosnia și Herțegovina - Albaneză - Cehă - Germană - Idiș - Italiană - Ladino - Macedoneană - Maghiară - Muntenegreană - Poloneză - Română - Ruteană - Slovacă - Slovenă - Turcă - Ucraineană Cehia - Germană - Poloneză - Romani - Slovacă Cipru - Arabă cipriotă - Armeană Danemarca - Germană Elveția - Italiană - Retoromană Finlanda - Kareliană - Sami - Suedeză Germania - Daneză - Frizonă de nord - Frizonă de Saterland - Germană de jos - Renană de jos - Romani - Sorabă de jos - Sorabă de sus | Croația - Cehă - Italiană - Maghiară - Ruteană - Sârbă - Slovacă - Ucraineană Liechtenstein - Nu există limbi regionale sau minoritare Luxemburg - Nu există limbi regionale sau minoritare Marea Britanie - Cornică - Galeză - Irlandeză - Manx - Scots - Scoțiană Muntenegru - Albaneză - Romani Norvegia - Kven - Romani - Sami - Scandoromani Olanda - Frizonă de vest - Idiș - Limburgheză - Romani - Saxonă de jos Polonia - Armeană - Bielorusă - Cașubă - Cehă - Ebraică - Germană - Idiș - Karaim - Lituaniană - Romani - Rusă - Ruteană - Slovacă - Tătară - Ucraineană România - Albaneză - Armeană - Bulgară - Cehă - Croată - Germană - Greacă - Idiș - Italiană - Macedoneană - Maghiară - Poloneză - Romani - Rusă - Ruteană - Sârbă - Slovacă - Tătară - Turcă - Ucraineană | Serbia - Albaneză - Bosniacă - Bulgară - Croată - Maghiară - Romani - Română - Ruteană - Slovacă - Ucraineană Slovacia - Bulgară - Cehă - Croată - Germană - Maghiară - Poloneză - Romani - Ruteană - Ucraineană Slovenia - Italiană - Maghiară - Romani Spania - Aragoneză - Asturiană - Bască - Catalană - Galiciană - Leoneză - Valenciană Suedia - Finlandeză - Idiș - Meänkieli - Romani - Sami Ucraina - Armeană - Bielorusă - Bulgară - Găgăuză - Germană - Greacă - Idiș - Maghiară - Română - Poloneză - Rusă - Slovacă - Tătară crimeeană Ungaria - Armeană - Băiașă - Bulgară - Croată - Germană - Greacă - Poloneză - Romani - Română - Ruteană - Sârbă - Slovacă - Slovenă - Ucraineană |